# 馬馬拉區
14°13′44″S 72°35′10″W / 14.22889°S 72.58611°W
馬馬拉區（西班牙語：Distrito de Mamara），是秘魯的一個區，位於該國南部阿普里馬克大區的格羅省，始建於1857年1月2日，面積66.2平方公里，海拔高度3,590米，2005年人口959，人口密度每平方公里14人。